# Музей Т. Г. Шевченко (Канев)
Музей Т. Г. Шевченко — музей в городе Каневе, Черкасская область Украины, посвящён Тарасу Шевченко. Музей находится на территории Шевченковского национального заповедника в Каневе и расположен в 4 км южнее центра Канева. Музей построен по проекту архитектора Василия Кричевского и Петра Костырко, в комиссию по приёму памятника входили Иосиф Каракис и Николай Дамиловский. С 2004 по 2010 года музей был реконструирован архитектором Ларисой Скорик. Реконструкция стоила шестьдесят семь миллионов гривен.